# Cestrum milciomejiae
Cestrum milciomejiae är en potatisväxtart som beskrevs av T. A. Zanoni. Cestrum milciomejiae ingår i släktet Cestrum och familjen potatisväxter. Inga underarter finns listade i Catalogue of Life.